# Juan-José Aguirre Muñoz
Mons. Juan-José Aguirre Muñoz, M.C.C.J. (* 5. června 1954, Córdoba) je španělský římskokatolický duchovní, řeholník kongregace Misionářů komboniánů Srdce Ježíšova a biskup Bangassou.

## Život
Narodil se 5. června 1954 v Córdobě.
Vstoupil do kongregace Misionářů komboniánů Srdce Ježíšova. Po teologických studiích byl 13. září 1980 vysvěcen na kněze.
Dne 13. prosince 1997 jej papež Jan Pavel II. jmenoval biskupem-koadjutorem diecéze Bangassou. Dne 10. května 1998 byl vysvěcen na biskupa. Světiteli byli biskup Antoine Marie Maanicus, arcibiskup Joachim N'Dayen a biskup Guerrino Perin.
Dne 21. prosince 2000 se po smrti biskupa Antoine Marie Maanicuse stal diecézním biskupem Bangassou.